# Otto Primavesi
Otto Primavesi (* 27. Februar 1868 in Olmütz, Mähren; † 8. Februar 1926 in Wien) war ein mährisch-österreichischer Bankier, Industrieller, und Mäzen von Anton Hanak, Gustav Klimt und Josef Hoffmann, der sich mit seinem Einsatz für die Wiener Werkstätte de facto ruinierte.

## Biographie
Seine Vorfahren stammten aus der Lombardei. Die Familie übersiedelte zu Ende des 18. Jahrhunderts nach Olmütz und nahm  eine Führungsposition in der Finanz- und Wirtschaftswelt Mährens ein. Otto Primavesi hielt mit seinem Bruder gemeinsam die Zwei-Drittel-Majorität des Vereins mährischer Zuckerfabriken, die Flachsspinnerei in Lichtenwerden, die Jutespinnerei im Würbenthal, und ein Bankhaus in Olmütz.
Nach dem Ausscheiden des ersten Financiers Fritz Wärndorfer übernahm Otto Primavesi 1915 mit Unterstützung durch seinen Cousin Robert Primavesi die in Liquidation getretene Produktivgenossenschaft von Kunsthandwerkern.
Otto Primavesi beauftragte zuvor schon Josef Hoffmann mit der Modernisierung seines Bankhauses in Olmütz, dann mit der Ausgestaltung von zwei Zimmern in seiner Olmützer Villa und der Errichtung eines Landhauses in Winkelsdorf.
Eine besondere Rolle bei der Kunstförderung ihres Mannes spielte die Gattin Eugenie Primavesi, geborene Butschek (1874–1963). 1912 und 1913 gab ihr Gatte bei Gustav Klimt die Porträts seiner neunjährigen Tochter Eugenia Gertrude Primavesi (auch „Mäda II“ genannt; Olmütz 1903–2000) und seiner Frau Eugenie in Auftrag.
Eugenie Primavesi war eine Wiener Schauspielerin, die bei einem Auftritt in Olmütz Otto Primavesi kennengelernt hatte und 1894 heiratete. Der Ehe von Otto und Eugenie Primavesi entstammten vier Kinder.

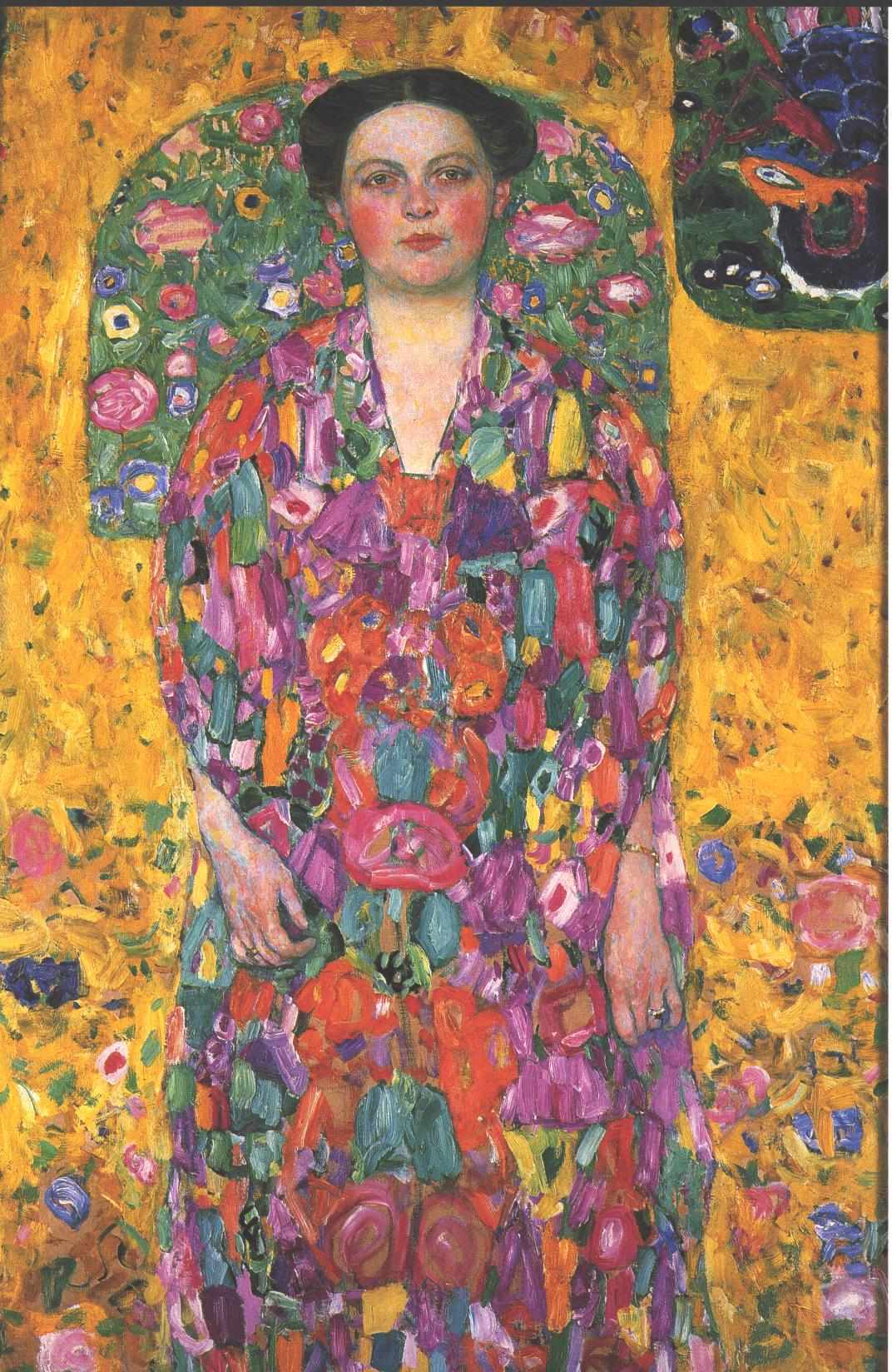
Gustav Klimt: Porträt Eugenie Primavesi (1913–1914)

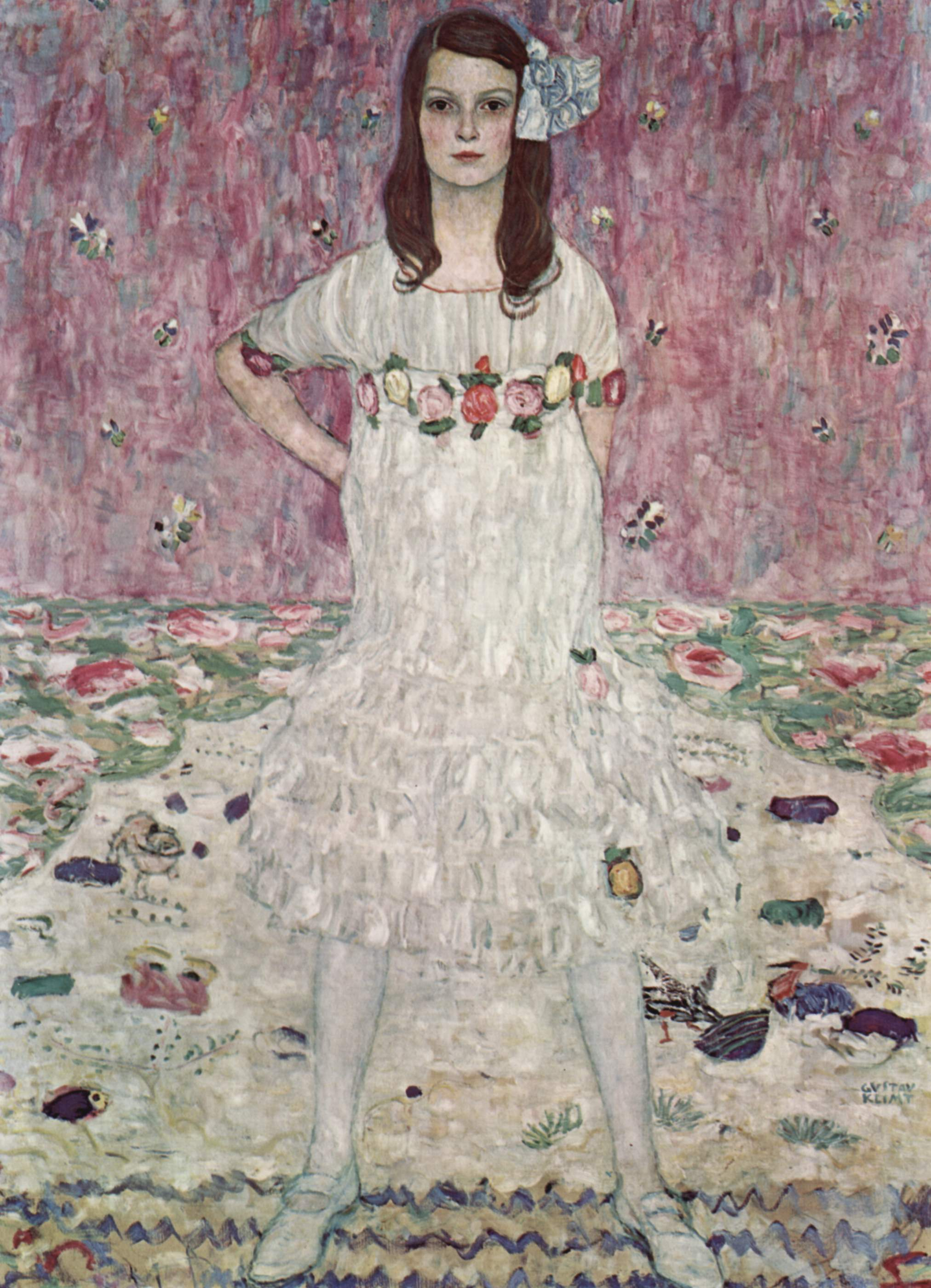
Gustav Klimt: Porträt Mäda Gertrude Primavesi (1912)

Die Wiener Werkstätte stand 1915 bis 1925 unter der Führung von Otto Primavesi. Ungeachtet anfänglicher Expansion, etwa der Gründung einer Vertretung in Berlin (1916) und von Filialen in Marienbad (1917), Zürich (1917), Velden (1922) und New York (1922) kam es ab 1918 wieder zu großen finanziellen Schwierigkeiten.
Besonders Eugenie Primavesi setzte sich allerdings bedingungslos für die elitäre kunsthandwerkliche Linie der Wiener Werkstätten ein. Otto Primavesi trat in der Folge am 25. Juni 1925 als Geschäftsführer zurück und trennte sich von Eugenie, übertrug ihr aber seine Anteile an der Wiener Werkstätte. Er verstarb im Februar 1926 in Wien. Im Mai 1926 wurde über die Wiener Werkstätte das Ausgleichsverfahren eröffnet, bereits im April davor erfolgte der Konkurs des Bankhauses Primavesi in Olmütz.